# Villette (Yvelines)
Villette és un municipi francès, situat al departament d'Yvelines i a la regió de Illa de França. L'any 2007 tenia 518 habitants.
Forma part del cantó de Bonnières-sur-Seine, del districte de Mantes-la-Jolie i de la Comunitat de comunes del Pays Houdanais.

## Demografia

### Població
El 2007 la població de fet de Villette era de 518 persones. Hi havia 189 famílies, de les quals 32 eren unipersonals (20 homes vivint sols i 12 dones vivint soles), 52 parelles sense fills, 97 parelles amb fills i 8 famílies monoparentals amb fills.
La població ha evolucionat segons el següent gràfic:
Habitants censats

### Habitatges
El 2007 hi havia 227 habitatges, 192 eren l'habitatge principal de la família, 28 eren segones residències i 8 estaven desocupats. 225 eren cases i 2 eren apartaments. Dels 192 habitatges principals, 170 estaven ocupats pels seus propietaris, 10 estaven llogats i ocupats pels llogaters i 11 estaven cedits a títol gratuït; 7 tenien dues cambres, 18 en tenien tres, 37 en tenien quatre i 129 en tenien cinc o més. 158 habitatges disposaven pel capbaix d'una plaça de pàrquing. A 67 habitatges hi havia un automòbil i a 118 n'hi havia dos o més.

### Piràmide de població
La piràmide de població per edats i sexe el 2009 era:
| Homes | Edats   | Dones |
| ----- | ------- | ----- |
| 0     | 95 o +  | 0     |
| 0     | 90 a 94 | 4     |
| 4     | 85 a 89 | 0     |
| 0     | 80 a 84 | 4     |
| 0     | 75 a 79 | 4     |
| 12    | 70 a 74 | 16    |
| 20    | 65 a 69 | 8     |
| 12    | 60 a 64 | 8     |
| 12    | 55 a 59 | 24    |
| 24    | 50 a 54 | 12    |
| 16    | 45 a 49 | 8     |
| 20    | 40 a 44 | 32    |
| 8     | 35 a 39 | 16    |
| 20    | 30 a 34 | 16    |
| 8     | 25 a 29 | 8     |
| 12    | 20 a 24 | 8     |
| 24    | 15 a 19 | 16    |
| 12    | 10 a 14 | 32    |
| 12    | 5 a 9   | 16    |
| 4     | 0 a 4   | 24    |

## Economia
El 2007 la població en edat de treballar era de 338 persones, 255 eren actives i 83 eren inactives. De les 255 persones actives 237 estaven ocupades (125 homes i 112 dones) i 18 estaven aturades (9 homes i 9 dones). De les 83 persones inactives 33 estaven jubilades, 26 estaven estudiant i 24 estaven classificades com a «altres inactius».

### Ingressos
El 2009 a Villette hi havia 186 unitats fiscals que integraven 519 persones, la mediana anual d'ingressos fiscals per persona era de 25.079 €.

### Activitats econòmiques
Dels 25 establiments que hi havia el 2007, 1 era d'una empresa extractiva, 1 d'una empresa alimentària, 1 d'una empresa de fabricació d'altres productes industrials, 5 d'empreses de construcció, 6 d'empreses de comerç i reparació d'automòbils, 1 d'una empresa de transport, 2 d'empreses immobiliàries, 6 d'empreses de serveis i 2 d'empreses classificades com a «altres activitats de serveis».
Dels 6 establiments de servei als particulars que hi havia el 2009, 1 era un taller de reparació d'automòbils i de material agrícola, 3 fusteries, 1 lampisteria i 1 agència immobiliària.
L'any 2000 a Villette hi havia 6 explotacions agrícoles que ocupaven un total de 351 hectàrees.

## Equipaments sanitaris i escolars
El 2009 hi havia una escola elemental integrada dins d'un grup escolar amb les comunes properes formant una escola dispersa.

## Poblacions més properes
El següent diagrama mostra les poblacions més properes.